# Дипломатически мисии на Белгия
Това е списък на дипломатическите мисии на Белгия по целия свят, като единствено не са посочени почетните консулства. Белгия е единствената страна в света която е представлявана от три различни дипломатически мрежи — една за Белгийската държава, друга за Холандско говорещата област Фландрия, и трета за Френско говорещите области Валония и Брюксел. Въпреки това, служителите представляващи правителствата на Фландрия и Валония обикновено работят заедно с дипломатичските представители на Белгия и се намират в същата дипломатическа мисия, тъй като останалите страни не признават тези региони за отделни държави.

## Европа
- Австрия
  - Виена (посолство)
- България
  - София (посолство)
- Ватикан
  - Ватикан (посолство)
- Великобритания
  - Лондон (посолство)
- Германия
  - Берлин (посолство)
  - Кьолн (консулство)
- Гърция
  - Атина (посолство)
- Дания
  - Копенхаген (посолство)
- Естония
  - Талин (посолство)
- Ирландия
  - Дъблин (посолство)
- Испания
  - Мадрид (посолство)
  - Аликанте (консулство)
  - Барселона (консулство)
  - Палма де Майорка (консулство)
  - Санта Крус де Тенерифе (консулство)
- Италия
  - Рим (посолство)
- Кипър
  - Никозия (посолство)
- Косово
  - Прищина (дипломатически офис)
- Латвия
  - Рига (посолство)
- Литва
  - Вилнюс (посолство)
- Люксембург
  - Люксембург (посолство)
- Малта
  - Валета (посолство)
- Норвегия
  - Осло (посолство)
- Полша
  - Варшава (посолство)
- Португалия
  - Лисабон (посолство)
- Румъния
  - Букурещ (посолство)
- Русия
  - Москва (посолство)
- Словакия
  - Братислава (посолство)
- Словения
  - Любляна (посолство)
- Сърбия
  - Белград (посолство)
- Украйна
  - Киев (посолство)
- Унгария
  - Будапеща (посолство)
- Финландия
  - Хелзинки (посолство)
- Франция
  - Париж (посолство)
  - Лил (генерално консулство)
  - Страсбург (генерално консулство)
- Нидерландия
  - Хага (посолство)
- Хърватия
  - Загреб (посолство)
- Черна гора
  - Будва (генерално консулство)
- Чехия
  - Прага (посолство)
- Швейцария
  - Берн (посолство)
  - Женева (генерално консулство)
- Швеция
  - Стокхолм (посолство)

## Северна Америка
- Канада
  - Отава (посолство)
  - Монреал (генерално консулство)
  - Торонто (консулство)
- Коста Рика
  - Сан Хосе (посолство)
- Куба
  - Хавана (посолство)
- Мексико
  - Мексико (посолство)
- САЩ
  - Вашингтон (посолство)
  - Лос Анджелис (генерално консулство)
  - Ню Йорк (генерално консулство)
  - Атланта (консулство)
  - Сан Хуан (консулство)
- Ямайка
  - Кингстън (посолство)

## Южна Америка
- Аржентина
  - Буенос Айрес (посолство)
- Боливия
  - Ла Пас (Development Office)
- Бразилия
  - Бразилия (посолство)
  - Сао Паоло (генерално консулство)
  - Рио де Жанейро (консулство)
- Венецуела
  - Каракас (посолство)
- Колумбия
  - Богота (посолство)
- Перу
  - Лима (посолство)
- Чили
  - Сантяго (посолство)

## Африка
- Алжир
  - Алжир (посолство)
- Ангола
  - Луанда (посолство)
- Буркина Фасо
  - Уагадугу (посолство)
- Бурунди
  - Бужумбура (посолство)
- Габон
  - Либървил (посолство)
- Демократична република Конго
  - Киншаса (посолство)
  - Лубумбаши (генерално консулство)
- Египет
  - Кайро (посолство)
- Етиопия
  - Адис Абеба (посолство)
- Камерун
  - Яунде (консулство)
- Кения
  - Найроби (посолство)
- Република Конго
  - Бразавил (посолство)
- Кот д'Ивоар
  - Абиджан (посолство)
- Либия
  - Триполи (посолство)
- Мали
  - Бамако (посолство)
- Мароко
  - Рабат (посолство)
  - Казабланка (генерално консулство)
  - Танжер (консулство)
- Нигерия
  - Абуджа (посолство)
- Руанда
  - Кигали (посолство)
- Сенегал
  - Дакар (посолство)
- Танзания
  - Дар ес Салаам (посолство)
- Тунис
  - Тунис (посолство)
- Уганда
  - Кампала (посолство)
- ЮАР
  - Претория (посолство)
  - Йоханесбург (генерално консулство)
  - Кейптаун (генерално консулство)

## Азия
- Афганистан
  - Кабул (дипломатически офис)
- Бахрейн
  - Манама (консулство)
- Виетнам
  - Ханой (посолство)
- Израел
  - Тел Авив (посолство)
  - Йерусалим (генерално консулство)
- Индия
  - Ню Делхи (посолство)
  - Мумбай (генерално консулство)
- Индонезия
  - Джакарта (посолство)
- Иран
  - Техеран (посолство)
- Йордания
  - Аман (посолство)
- Казахстан
  - Астана (посолство)
  - Алмати (консулство)
- Катар
  - Доха (посолство)
- Китай
  - Пекин (посолство)
  - Гуанджоу (генерално консулство)
  - Хонконг (генерално консулство)
  - Шанхай (генерално консулство)
- Кувейт
  - Кувейт (посолство)
- Ливан
  - Бейрут (посолство)
- Малайзия
  - Куала Лумпур (посолство)
- Обединени арабски емирства
  - Абу Даби (посолство)
- Пакистан
  - Исламабад (посолство)
- Саудитска Арабия
  - Рияд (посолство)
- Сингапур
  - Сингапур (посолство)
- Сирия
  - Дамаск (посолство)
- Тайван
  - Тайпе (Белгийски офис)
- Тайланд
  - Банкок (посолство)
- Турция
  - Анкара (посолство)
  - Истанбул (генерално консулство)
- Филипини
  - Манила (посолство)
- Южна Корея
  - Сеул (посолство)
- Япония
  - Токио (посолство)

## Океания
- Австралия
  - Канбера (посолство)

## Междудържавни организации
- - Брюксел - ЕС и НАТО
  - Виена - ООН и ОССЕ
  - Женева - ООН и други организации
  - Ню Йорк - ООН
  - Париж - Организация за икономическо сътрудничество и развитие и ЮНЕСКО
  - Рим - ФАО
  - Страсбург - Съвет на Европа